# Double portrait au verre de vin
Double portrait au verre de vin est un tableau peint par le peintre russe Marc Chagall en 1917-1918. Cette peinture à l'huile sur toile représente l'artiste et sa femme Bella Rosenfeld devant Vitebsk, leur ville natale. Elle est conservée au musée national d'Art moderne, à Paris.

## Description
Dans ce tableau, sur un fond de ciel qui passe du blanc au jaune, Marc Chagall, tenant à la main un verre de vin, est juché sur les épaules de sa femme qui semble marcher sur l'eau de la Daugava. Au dessus d'eux, sous les traits d'un ange violet, flotte leur fille Ida auréolée de vert. C'est l'un des trois tableaux, avec Au-dessus de la ville (1917) et La Promenade (1917 - 1918), dans lesquels Marc Chagall célèbre son union avec Bella, qu'il épouse en 1915 en Russie.

## L'hommage de Braun-Vega
En 1970, en guise d'hommage à Chagall, le peintre péruvien Herman Braun-Vega revisite le Double portrait au verre de vin dans un tableau intitulé Les fiancés au verre de vin (d'après Chagall avec Picasso et D.M). Dans sa version, Braun-Vega substitut Picasso à Chagall et Dora Maar à sa femme Bella. La facture cubiste et les couleurs automnales du tableau original font place à une facture baroque aux couleurs vives dans l'hommage de Braun-Vega. Les fiancés au verre de vin est exposé au Centre national d'art et de culture Georges-Pompidou en 1992.